# ジョージ・サミュエル・クレイソン
ジョージ・サミュエル・クレイソン（George Samuel Clason、1874年1月7日 – 1957年4月7日）は、アメリカ合衆国の著作家。最もよく知られているのは、1926年に初版が刊行された著書『バビロンの大富豪 (The Richest Man in Babylon)』によってである。

## 生い立ち
ジョージ・S・クレイソンは、ミズーリ州ルイジアナに生まれた。長じてネブラスカ大学に学んだ。米西戦争中は、アメリカ陸軍の兵役に就いた。

## 経歴
クレイソンは、2つの会社を起業し、クレイソン・マップ・カンパニー・オブ・デンバー・コロラド (Clason Map Company of Denver, Colorado) とクレイソン・パブリッシング・カンパニー (Clason Publishing Company) を興した。クレイソン・マップ・カンパニーは、合衆国とカナダの道路地図を最初に刊行した会社だったが、世界恐慌を生き延びることはできなかった。
ジョージ・クレイソンは、倹約や金銭的成功についての一連の情報パンフレット類の著作家として最もよく知られている。彼がそうしたパンフレットを書き始めたのは1926年で、古代のバビロンを舞台とした寓話が語られた。銀行や保険会社が、彼の寓話を広めるようになり、その中でも最も有名になったものが著書『バビロンの大富豪 - 古代の人々の成功の秘訣 (The Richest Man in Babylon - The Success Secrets of the Ancients)』にまとめられた。彼は、「まずは自分自身に支払え (Pay yourself first.)」というフレーズを定着させた、最初の人物とされている。

## 私生活
クレイソンは、2度結婚しており、最初の相手はアイダ・アン・ヴェナブル (Ida Ann Venable)、2人目の妻はアンナ・バート (Anna Burt) といった。クレイソンはカリフォルニア州ナパに没し、カリフォルニア州サンマテオ郡にあるゴールデンゲート国立墓地に埋葬された。